# لجنة العمل السياسي
في الولايات المتحدة، لجنة العمل السياسي (بالإنجليزية: Political action committee (PAC))‏ هي منظمة معفاة من الضرائب 527 تجمع مساهمات الحملة من الأعضاء وتتبرع بهذه الأموال للحملات لصالح أو ضد المرشحين أو مبادرات الاقتراع أو التشريعات. تم إنشاء المصطلح القانوني لجنة العمل السياسي في إطار السعي إلى إصلاح تمويل الحملات في الولايات المتحدة. تستخدم ديمقراطيات البلدان الأخرى مصطلحات مختلفة لوحدات الإنفاق على الحملة أو الإنفاق على المنافسة السياسية (انظر التمويل السياسي). على المستوى الفيدرالي الأمريكي، تصبح المنظمة لجنة العمل السياسي عندما تتلقى أو تنفق أكثر من 1000 دولار لغرض التأثير على الانتخابات الفيدرالية، وتسجل لدى لجنة الانتخابات الفيدرالية (FEC)، وفقًا لقانون الحملة الانتخابية الفيدرالية المعدل بموجب قانون إصلاح الحملة الحزبية لعام 2002 (المعروف أيضًا باسم قانون ماكين-فينجولد). على مستوى الولاية، تصبح المنظمة لجنة العمل السياسي وفقًا لقوانين الانتخابات في الولاية.
إن المساهمات المقدمة إلى لجان العمل السياسي من خزائن الشركات أو النقابات العمالية غير قانونية، على الرغم من أن هذه الكيانات قد ترعى لجنة عمل سياسي وتوفر الدعم المالي لإدارتها وجمع التبرعات. لا يجوز لجان العمل السياسي التابعة للنقابات أن تطلب التبرعات إلا من أعضاء النقابات. يجوز لجان العمل السياسي المستقلة أن تطلب التبرعات من عامة الناس ويجب أن تدفع تكاليفها الخاصة من تلك الأموال.

## نظرة عامة
يمكن للجان العمل السياسي الفيدرالية متعددة المرشحين أن تساهم في دعم المرشحين على النحو التالي:
- 5،000 دولار أمريكي لمرشح أو لجنة مرشحين لكل انتخابات (الانتخابات التمهيدية والعامة تعتبر انتخابات منفصلة)؛
- 15،000 دولار لحزب سياسي سنويا؛ و
- 5،000 دولار إلى لجنة عمل سياسي أخرى سنويًا.
- يجوز للجان العمل السياسي أن تنفق بشكل غير محدود بغض النظر عن المرشح أو الحزب السياسي

في قضية المواطنون المتحدون ضد لجنة الانتخابات الفيدرالية لعام 2010، ألغت المحكمة العليا للولايات المتحدة أقسامًا من قانون إصلاح الحملة لعام 2002 (المعروف أيضًا باسم قانون ماكين-فينجولد) الذي حظر الإنفاق السياسي المستقل للشركات والنقابات في الحملات السياسية. أعلنت المواطنون المتحدون أنه من غير الدستوري منع الشركات والنقابات من الإنفاق من خزائنها العامة للترويج للمرشحين أو المساهمة في لجان العمل السياسي. لقد تركت هذه القوانين حظرًا على الشركات أو النقابات للمساهمة بشكل مباشر في مرشح أو لجنة مرشحين.

## التاريخ
نشأت لجنة العمل السياسي من حركة العمال عام 1943. كانت أول لجنة عمل سياسي هي لجنة العمل السياسي التابعة لمؤتمر المنظمات الصناعية، والتي تشكلت في يوليو 1943 تحت رئاسة فيليب موراي رئيس مؤتمر المنظمات الصناعية وترأسها سيدني هيلمان. وقد تأسست بعد أن حظر الكونجرس الأمريكي على النقابات تقديم مساهمات مباشرة للمرشحين السياسيين. تم فرض هذا القيد في البداية عام 1907 على الشركات من خلال قانون تيلمان. ووسع قانون سميث-كونالي نطاق تغطيته ليشمل النقابات العمالية في عام 1943. سهلت سلسلة من قوانين إصلاح الحملات الانتخابية التي تم سنها خلال السبعينيات نمو لجان العمل السياسي بعد أن سمحت هذه القوانين للشركات والجمعيات التجارية والنقابات العمالية بتشكيل لجان العمل السياسي. في عام 1971، أنشأ قانون الحملة الانتخابية الفيدرالية (FECA) قواعد الإفصاح، مما جعل جميع التبرعات التي تتلقاها لجان العمل السياسي يجب أن تمر عبر لجنة مركزية تحتفظ بها لجنة العمل السياسي المذكورة. علاوة على ذلك، فقد ألزم القانون لجان العمل السياسي بتقديم تقارير منتظمة إلى لجنة الانتخابات الفيدرالية تكشف عن أي شخص تبرع بما لا يقل عن 200 دولار. أعلنت المحكمة العليا أن القيود التي فرضتها الهيئة التشريعية على لجان العمل السياسي بموجب أسس التعديل الأول غير دستورية في العديد من القضايا، بدءًا من قضية باكلي ضد فاليو.
على مدار الثلاثين عامًا الماضية، كانت التبرعات للحملات الانتخابية من لجان العمل السياسي تنمو بشكل متزايد، حيث تم جمع 333 مليون دولار في عام 1990 إلى 482 مليون دولار في عام 2022. وحتى مع النمو الكبير، لم تشكل مساهمات لجان العمل السياسي سوى 23% من الأموال التي جمعها مرشحو مجلس النواب و10% فقط لمرشحي مجلس الشيوخ، على الرغم من التغطية الإعلامية التي تميل إلى المبالغة في المساهمات.

## التصنيف
يسمح القانون الفيدرالي رسميًا بنوعين من لجان العمل السياسي: لجان متصلة وغير متصلة. وأضافت القرارات القضائية تصنيفًا ثالثًا، وهو لجان مستقلة معنية بالنفقات فقط، والتي تُعرف بشكل عام باسم «لجان العمل السياسي الفائقة».

### لجان العمل السياسي المتصلة
معظم لجان العمل السياسي المسجلة والنشطة والتي يبلغ عددها 4600 لجنة، والتي تسمى «لجان العمل السياسي المتصلة»، والتي تسمى أحيانًا «لجان العمل السياسي للشركات»، تم إنشاؤها من قبل الشركات أو المنظمات غير الربحية أو النقابات العمالية أو المجموعات التجارية أو المنظمات الصحية. تتلقى هذه اللجان الأموال وتجمعها من «فئة مقيدة»، تتكون عمومًا من المديرين والمساهمين في حالة الشركات أو الأعضاء في حالة المنظمات غير الربحية أو النقابات العمالية أو مجموعات المصالح الأخرى. اعتبارًا من يناير 2009، كان هناك 1598 لجنة عمل سياسي مسجلة للشركات، 272 منها مرتبطة بنقابات العمال و995 مرتبطة بمنظمات تجارية.

### مراكز العمل السياسي غير المتصلة
يجوز للمجموعات ذات الرسالة الإيديولوجية، والمجموعات التي تركز على قضية واحدة، وأعضاء الكونجرس وغيرهم من الزعماء السياسيين تشكيل «لجان عمل سياسي غير مرتبطة». ويجوز لهذه المنظمات قبول الأموال من أي فرد أو لجنة عمل سياسي مرتبطة أو منظمة. واعتبارًا من يناير 2009، كان هناك 1594 لجنة عمل سياسي غير مرتبطة، وهي الفئة الأسرع نموًا.

#### لجان العمل السياسي القيادية
لا يجوز للمسؤولين المنتخبين والأحزاب السياسية تقديم أكثر من الحد الفيدرالي بشكل مباشر للمرشحين. ومع ذلك، يمكنهم إنشاء لجنة عمل سياسي قيادية تقوم بنفقات مستقلة. بشرط عدم تنسيق الإنفاق مع المرشح الآخر، فإن هذا النوع من الإنفاق غير محدود.
وفقًا لقواعد لجنة الانتخابات الفيدرالية، فإن لجان العمل السياسي القيادية هي لجان عمل سياسي غير مرتبطة ببعضها البعض، ويمكنها قبول التبرعات من الأفراد ولجان العمل السياسي الأخرى. ونظرًا لأن شاغلي المناصب الحاليين يجدون سهولة أكبر في جذب التبرعات، فإن لجان العمل السياسي القيادية هي وسيلة يمكن للأحزاب المهيمنة من خلالها الحصول على مقاعد من أحزاب أخرى. ولا يمكن للجنة العمل السياسي القيادية التي يرعاها مسؤول منتخب استخدام الأموال لدعم حملة ذلك المسؤول نفسه. ومع ذلك، يجوز لها تمويل السفر والنفقات الإدارية والمستشارين واستطلاعات الرأي وغيرها من النفقات غير المتعلقة بالحملة.
في دورة الانتخابات لعام 2018، تبرعت لجان العمل السياسي القيادية بأكثر من 67 مليون دولار للمرشحين الفيدراليين. وظل الرقم ثابتًا خلال دورة الانتخابات لعام 2024، حيث تبرعت لجان العمل السياسي القيادية بما يقرب من 69 مليون دولار للمرشحين الفيدراليين. ووفقًا لمجموعة المراقبة الحكومية أوبن سيكريتس [الإنجليزية]، تبرعت 764 لجنة عمل سياسي إجمالية بحوالي 41.5 مليون دولار للجمهوريين و26.5 مليون دولار للديمقراطيين.

##### الاستخدام المثير للجدل للجان العمل السياسي القيادية
- دفعت لجنة العمل السياسي التابعة للنائب الجمهوري السابق جون دوليتل (من كاليفورنيا) 15% لشركة توظف زوجته فقط. بلغت المدفوعات لشركة زوجته 68630 دولارًا في عامي 2003 و2004، و224000 دولار في عامي 2005 و2006. تمت مداهمة منزل دوليتل في عام 2007.[24] بعد سنوات من التحقيق، أسقطت وزارة العدل القضية دون توجيه أي اتهامات في يونيو 2010.
- قامت إحدى لجان العمل السياسي القيادية بشراء هدايا بقيمة 21،39 دولارًا من شركة بوز.[25]
- استخدم النائب السابق ريتشارد بومبو (جمهوري من كاليفورنيا) لجنة العمل السياسي القيادية الخاصة به لدفع فواتير الفنادق (22،896 دولارًا) وشراء تذاكر البيسبول (320 دولارًا) للمانحين.[26]
- تم تغريم فريق الأغلبية التابع لرئيسة مجلس النواب نانسي بيلوسي (ديمقراطية من كاليفورنيا) بمبلغ 21،000 دولار من قبل مسؤولي الانتخابات الفيدرالية «لقبول التبرعات بشكل غير صحيح والتي تتجاوز الحدود الفيدرالية».[27]
- دفعت لجنة العمل السياسي للرئيس السابق ترامب، أنقذوا أمريكا [الإنجليزية]، 650 ألف دولار مقابل صور له وللسيدة الأولى السابقة والتي سيتم تعليقها يومًا ما في معرض الصور الوطني التابع لمؤسسة سميثسونيان، و200 ألف دولار لممتلكات فندق ترامب، و132 ألف دولار لمصمم أزياء السيدة الأولى السابقة ميلانيا ترامب.[28][29][30][31][32]

### لجان العمل السياسي الفائقة
تختلف لجان العمل السياسي المستقلة، المعروفة رسميًا باسم «لجان العمل السياسي المستقلة التي تتولى الإنفاق فقط»، عن لجان العمل السياسي التقليدية في أنها قد تجمع مبالغ غير محدودة من الأفراد والشركات والنقابات والمجموعات الأخرى لإنفاقها على، على سبيل المثال، الإعلانات التي تدافع علنًا عن المرشحين السياسيين أو تعارضهم. ومع ذلك، لا يُسمح لها بالتنسيق مع الحملات الانتخابية للمرشحين أو الأحزاب السياسية أو المساهمة فيها بشكل مباشر. تخضع لجان العمل السياسي المستقلة لنفس متطلبات التنظيم والإبلاغ والإفصاح العام للجان العمل السياسي التقليدية.

### لجنة العمل السياسي الهجينة
تعتبر لجنة العمل السياسي الهجينة (والتي تسمى أحيانًا لجنة كاري) مشابهة للجنة العمل السياسي الفائقة، ولكنها تستطيع إعطاء مبالغ محدودة من المال مباشرة للحملات واللجان، مع الاستمرار في إجراء نفقات مستقلة بمبالغ غير محدودة.

## أهم لجان العمل السياسي حسب دورة الانتخابات
تحتفظ أوبن سيكريتس بقائمة لأكبر لجان العمل السياسي حسب دورة الانتخابات على موقعها الإلكتروني OpenSecrets.org. ويمكن تصفية القائمة حسب الإيصالات أو أنواع مختلفة من النفقات والحزب السياسي ونوع لجنة العمل السياسي.

### انتخابات 2018
في انتخابات عام 2018، تبرعت أكبر عشر لجان عمل سياسي بمبلغ إجمالي قدره 29،349،895 دولارًا (بشكل مباشر، ومن خلال الشركات التابعة لها والفرعية) للمرشحين الفيدراليين:
1. الرابطة الوطنية للوسطاء العقاريين – 3،444،276 دولار
2. رابطة تجار الجملة الوطنية للبيرة – 3،433،500 دولار
3. إيه تي آند تي – 3،433،500 دولار
4. مركز نورثروب غرومان للعمل السياسي – 2،849،740 دولار
5. رابطة مراقبي الحركة الجوية الوطنية – 2،813،250 دولار
6. الرابطة الدولية لعمال الصفائح المعدنية والطائرات والسكك الحديدية والنقل – 2،797،450 دولار
7. رابطة المصرفيين الأمريكيين – 2،768،330 دولار
8. صندوق الحرية في البيت، وهي لجنة عمل سياسي قيادية مرتبطة بمارك ميدوز – 2،733،340 دولار
9. الاتحاد الدولي لمهندسي التشغيل – 2،726،909 دولار
10. رابطة تجار السيارات الوطنية – 2،666،400 دولار

### انتخابات 2020
في انتخابات عام 2020، تبرعت أكبر عشر لجان عمل سياسي بمبلغ إجمالي قدره 28،276،448 دولارًا (بشكل مباشر، ومن خلال الشركات التابعة لها والفرعية) للمرشحين الفيدراليين:
1. الرابطة الوطنية للوسطاء العقاريين – 3،960،998 دولار
2. رابطة تجار الجملة الوطنية للبيرة – 3،147،500 دولار
3. رابطة اتحادات الإئتمان الوطنية – 2،849،800 دولار
4. إيه تي آند تي – 2،742،000 دولار
5. سكر الكريستال الأمريكي – 2،702،500 دولار
6. كومكاست – 2،664،500 دولار
7. رابطة المصرفيين الأمريكيين – 2،661،200 دولار
8. الاتحاد الدولي لمهندسي التشغيل – 2،599،700 دولار
9. نقابة الصفائح المعدنية والهواء والسكك الحديدية والنقل – 2،488،150 دولار
10. لجنة الأغلبية من لجنة العمل السياسي، وهي قيادة لجنة العمل السياسي المرتبطة بكيفن مكارثي – 2،460،100 دولار

### انتخابات 2022
في انتخابات عام 2022، تبرعت أكبر عشر لجان عمل سياسي بمبلغ إجمالي قدره 28،051،395 دولارًا (بشكل مباشر، ومن خلال الشركات التابعة لها والفرعية) للمرشحين الفيدراليين:
1. الرابطة الوطنية للوسطاء العقاريين – 4،001،500 دولار
2. رابطة تجار الجملة الوطنية للبيرة – 3،258،000 دولار
3. رابطة اتحادات الإئتمان الوطنية – 2،888،500 دولار
4. لجنة الشؤون العامة الأمريكية الإسرائيلية – 2،664،900 دولار
5. سكر الكريستال الأمريكي – 2،624،000 دولار
6. إيه تي آند تي – 2،609،400 دولار
7. الصليب الأزرق/الدرع الأزرق – 2،561،225 دولار
8. الاتحاد الدولي لمهندسي التشغيل – 2،533،920 دولار
9. رابطة تجار السيارات الوطنية – 2،514،000 دولار
10. رابطة المصرفيين الأمريكيين – 2،395،950 دولار

### انتخابات 2024
في انتخابات عام 2024، تبرعت أكبر 10 لجان عمل سياسي بمبلغ إجمالي قدره 25،995،526 دولارًا (بشكل مباشر، ومن خلال الشركات التابعة لها والفرعية) للمرشحين الفيدراليين:
1. الرابطة الوطنية للوسطاء العقاريين – 3،751،000 دولار
2. الصليب الأزرق/الدرع الأزرق – 2،705،050 دولار
3. سكر الكريستال الأمريكي – 2،667،500 دولار
4. رابطة تجار الجملة الوطنية للبيرة – 2،585،000 دولار
5. لجنة الشؤون العامة الأمريكية الإسرائيلية – 2،572،500 دولار
6. نقابة مهندسي التشغيل – 2،528،306 دولار
7. اتحادات الإئتمان الأمريكية – 2،489،160 دولار
8. رابطة المصرفيين الأمريكيين [الإنجليزية] – 2،249،580 دولار
9. نقابة الصفائح المعدنية والهواء والسكك الحديدية والنقل – 2،226،900 دولار
10. لجنة ترامب 47 – 2،220،530 دولار

## وصلات خارجية
- FEC.gov – Political Action Committees (PAC)
- FEC.gov – Speechnow.org v. FEC
- OpenSecrets.org from OpenSecrets
- FactCheck.org Players Guide 2012
- FactCheck.org Players Guide 2016
- FactCheck.org Players Guide 2018
- PoliticalMoneyLine dot-com company that offers some free information; detailed info requires a subscription
- Sunlight Foundation